# Smith & Wesson Модель 1000
Smith & Wesson Модель 1000 — самозарядний дробовик під набої 12 та 20 калібрів який випускала компанія Smith & Wesson впродовж 1970-х та 1980-х років. Дробовики були розроблені та випускалися у Японії компанією Howa Machinery.

## Історія
Модель 1000 була доступна в 12 та 20 калібрах, у варіантах для стрільби по рухомих мішенях (1000T) та для стендової стрільби (1000S). Зброя під обидва калібри мала камори довжиною 7 см; крім того зброя 12 калібру також мали камори довжиною 7,6 см для набоїв магнум.
Модель 1000 продавала компанія Smith & Wesson у період з 1973 по 1985 роки. Також кілька додаткових років цей дробовик продавала компанія Mossberg.